# 리니지OS
리니지OS(영어: LineageOS), 또는 리니지OS 안드로이드 배포판(LineageOS Android Distribution) 또는 리니지(Lineage, /ˈlɪn.i.ɪdʒ/)는 안드로이드 모바일 플랫폼 기반의 스마트폰 및 태블릿 컴퓨터용 자유 및 오픈 소스 운영 체제이다. 매우 유명한 커스텀 ROM 사이애노젠모드의 뒤를 이으며 사이애노젠모드의 개발 중단으로 프로젝트 종료를 발표한 2016년 12월 분기되었다. 사이애노젠사가 사이애노젠이라는 이름의 권리를 보유하고 있기 때문에 이 프로젝트는 리니지OS로 이름을 변경하였다.
리니지OS는 2016년 12월 24일에 깃허브에 소스 코드가 공개되면서 공식 런칭했다. 리니지OS 개발 빌드가 178개 이상의 전화 모델에 적용되고 1,600,000개 이상의 설치가 기록되면서, 2017년 2월~3월에 사용자 수가 두 배로 늘었다.

## 배경
시아노젠모드(간단히 "CM")는 안드로이드 모바일 플랫폼 기반의 매우 대중적인 스마트폰, 태블릿 컴퓨터용 오픈 소스 운영 체제이다. 전체 사이애노젠모드 사용자들 중 일부만이 이 펌웨어를 사용한다고 보고하고 있으며, 2015년 3월 23일 기준으로 일부 보고서에 따르면 50,000,000명 이상의 사이애노젠모드 사용자를 가리키고 있다.
2013년에 설립자 사이애노젠모드는 프로젝트의 상용화를 허용하기 위해 Cyanogen Inc.라는 이름으로 벤처 펀딩을 받았다.
그의 관점에서 이 회사는 이 프로젝트의 성공에 출자하지 않아 2016년 그는 퇴출되었는데 이는 CEO 교체가 수반된 구조조정, 오피스 및 프로젝트의 폐쇄, 서비스 중단의 일환이었다. 오픈 소스이던 코드 그 자체는 새로운 이름인 리니지OS로 포크되었고 커뮤니티의 노력을 통해 커뮤니티 프로젝트로서 개발을 이어나가기 시작했다.

## 개발
사이애노젠모드와 비슷하게 이 프로젝트는 수많은 장치 특화 유지보수자들에 의해 개발되며 게릿을 사용하여 코드 검토 과정을 수행한다. 오래된 버전의 서식도 사용하였다(예: 안드로이드 7.1은 리니지OS 14.1). 빌드들은 리니지OS의 개인 키로 사인되며 매주 릴리스된다.
리니지OS 공식 런칭 이전에는 XDA의 수많은 개발자들이 소스 코드를 가지고 이미 비공식 버전의 리니지OS를 개발하였다.

## 버전 역사
| 리니지OS 메인 버전                                                       | 안드로이드 버전              | 마지막 또는 주요 릴리스 | 최초 빌드 출시일 | 마지막 빌드 출시일      | 변경사항       |
| ------------------------------------------------------------------------ | ---------------------------- | ----------------------- | ---------------- | ----------------------- | -------------- |
| 13                                                                       | Android 6.0.1 (Marshmallow)  | 13.0                    | 2017년 1월 22일  | 2018년 2월 11일         | LineageOS 13   |
| 14                                                                       | Android 7.1.1/7.1.2 (Nougat) | 14.1                    | 2017년 1월 22일  |                         | LineageOS 14.1 |
| 15                                                                       | Android 8.1.0 (Oreo)         | 15.1                    | 2018년 2월 26일  |                         | LineageOS 15.1 |
| 16                                                                       | Android 9 (Pie)              | 16                      | 2018년 X월 XX일  | 999999999999-99-99-0000 |                |
| 17                                                                       | Android 10                   | 17.1                    | 2019년           |                         |                |
| 18                                                                       | Android 11                   | 18.1                    |                  |                         |                |
| 범례:오래된 버전오래된 버전, 지원 중최신 버전최신 미리보기 버전배포 예정 |                              |                         |                  |                         |                |

## 미리 설치된 앱
리니지OS는 유용한 수많은 앱이 포함되어 있으나 전화의 제조업체나 통신사에 의해 일반적으로 미리 설치된 블롯웨어는 존재하지 않는다.
- AudioFX - 프리셋이 있는 오디오 최적화 소프트웨어
- Browser - 가벼운 인터넷 탐색기
- FlipFlap - 스마트 클립 커버용 앱
- Calculator - 일부 더 고급 기능이 포함된 계산기
- Calendar - 일, 주, 월, 년, 계획 보기 기능을 갖춘 캘린더
- Camera - 파노라마 기능을 포함한 카메라
- Clock - 세계 시계, 카운트다운 타이머, 스톱워치, 알람
- Contacts - 전화번호, 이메일 주소를 보관하는 연락처
- Email - 이메일 클라이언트
- Files - 단순 파일 관리자
- Gallery - 사진, 비디오를 타임라인이나 앨범으로 관리
- Messaging - SMS 메시지
- Music - 음악 플레이어
- Phone - 전화 걸기
- Recorder - 화면 및 소리 녹음기
- Trebuchet - 커스텀 가능한 런처

## 지원되는 장치
2017년 9월 8일 기준으로 리니지OS는 공식적으로 190개의 장치를 지원하며, 여기에는 넥서스와 구글 출시 장치들이 포함된다. 현재 개발 브랜치의 공식 빌드들은 "nightly"로 되어 있지만 이들은 일반적으로 다양한 장치용 빌드로서 매주 출시되며 쉽게 로드할 수 있도록 자동화된 빌드 인프라스트럭처를 갖추고 있다. 프로젝트 처음 2개월간 이들은 병렬적인 실험 빌드를 개발하여 이전 사이애노젠모드의 설치 환경에서 리니지OS로 쉽게 업그레이드할 수 있게 한다.

## 같이 보기
- 안드로이드 루팅
- 오픈 소스 소프트웨어
- 커스텀 안드로이드 배포판 목록
- postmarketOS